# Titus Herminius Aquilinus
Titus Herminius Aquilinus (†i. e. 498/496) a Római Köztársaság patríciusa, aki Horatius Coclesszel együtt feltartóztatta a Rómát támadó etruszkokat. I. e. 506-ban consuli hivatalt is viselt.

## Élete
A Herminia nemzetség etruszk eredetű volt, azon kevés római család közé tartoztak, akik etruszk személyneveket is használtak; Lars Herminius i. e. 448-ban consullá is választották. Ennek ellenére a Pons Sublicius legendájában Titus Herminius a római nép szabin törzsét képviselhette.

### Lars Porsenna támadása

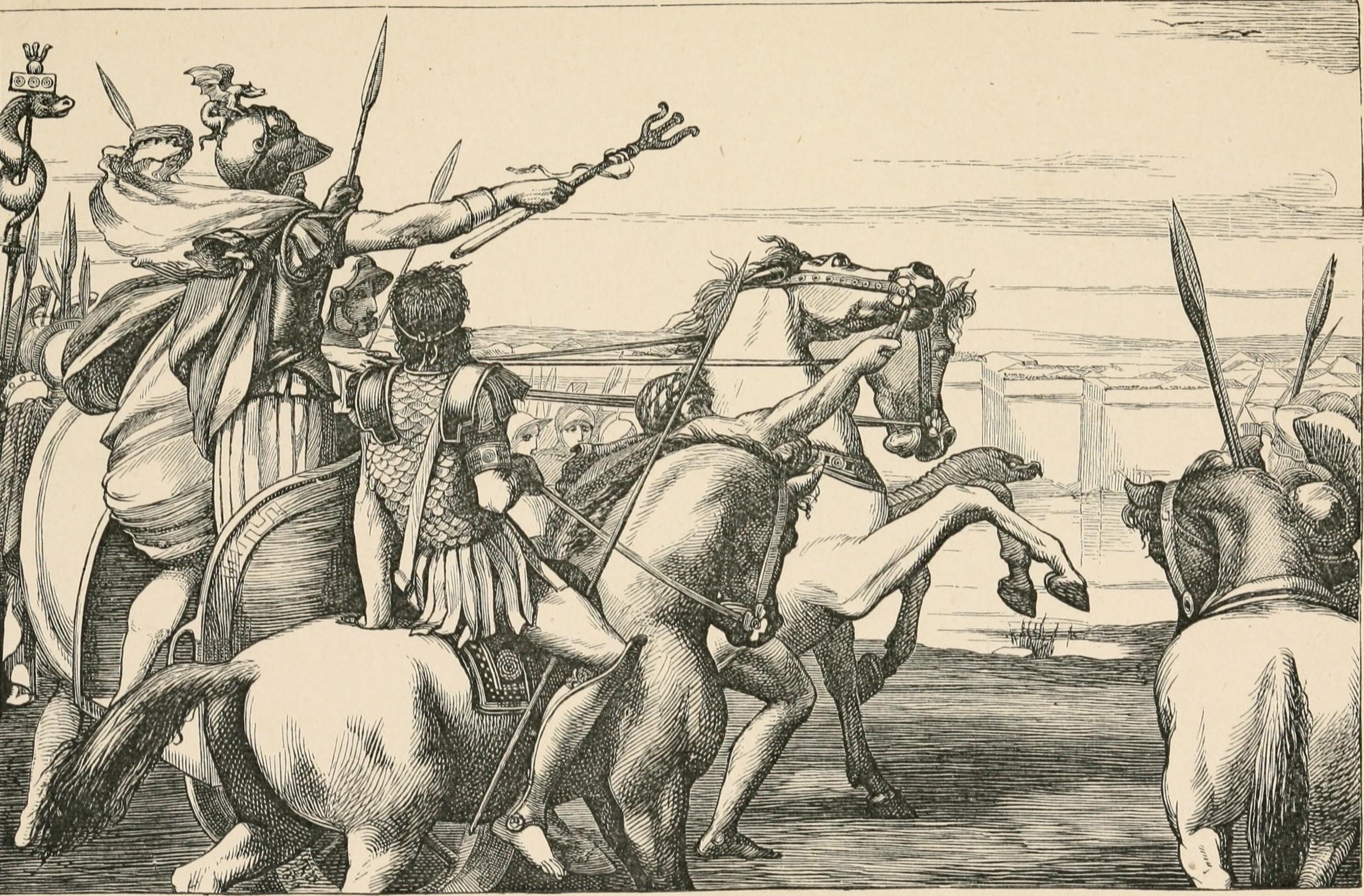
Lars Porsenna (balra) és Octavius Mamilius Róma ostrománál (1902-es rajz)

Miután a rómaiak i. e. 509-ben elűzték a királyukat, Lucius Tarquinius Superbust és kikiáltották a köztársaságot, a következő évben Clusium etruszk királya, Lars Porsenna hadat üzent nekik, hogy visszaültesse Tarquiniust a trónjára (vagy hogy meghódítsa a várost). Az első csatát elveszítő rómaiak a Tiberisen átívelő Pons Sublicius hídon keresztül vonultak vissza. Az üldöző etruszkokat Horatius Cocles tartotta fel a hídfőnél, akihez Titus Livius szerint szégyenérzete miatt csatlakozott Spurius Larcius és Titus Herminius Aquilinus is, mindketten "mind családjuk, mind tetteik miatt jó hírű férfiak." A három férfi Róma akkori lakosságának három törzsét képviselte, Horatius a latinokat, Herminius a szabinokat, Larcius pedig az etruszkokat. Míg ők feltartották a támadókat, társaik a másik oldalon lebontották a hidat; amikor az már majdnem járhatatlan volt, Horatius visszaküldte két bajtársát, majd amikor leomlott, maga is visszaúszott.
Lars Porsenna ezután ostromzár alá vette Rómát, katonái a környéken fosztogattak. Az akkori consul, Publius Valerius Publicola csapdát állított fel az egyik ellenséges csapatnak; T. Herminius és társai a Gabii felé vezető útnál rejtőztek el, hogy hátba támadják a többiek által feltartott portyázókat.

### Consulsága
I. e. 506-ban, a köztársaség negyedik évében Titus Herminiust consullá választották Sp. Larcius mellé, akivel együtt védték a hidat. Ebben az évben Lars Porsenna ismét követet küldött, hogy fogadják vissza Tarquiniust. A rómiak a legelőkelőbb patríciusokból álló követséget küldtek Clusiumba és meggyőzték Porsennát hogy inkább meghalnak de nem fognak Tarquinius uralma alatt élni. Békét kötöttek és az etruszk király elengedte túszait.

### A Regillus-tavi csata

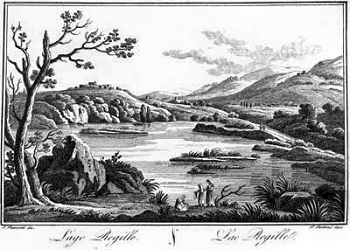
A Regillus-tó

I. e. 498/496-ban kitört a háború a latinokkal. Az ellenséges szövetség vezetője Octavianus Mamilius tusculumi princeps volt, Tarquinius király veje, aki menedéket adott apósának. A háború idejére a rómaiak dictatort neveztek ki Aulus Postumius Albus személyében; lovassági parancsnoka Titus Aebutius Helva volt. Herminius a dictator legatusaként szolgált. 
A római és latin sereg a Regillus-tónál csapott össze. A csata során Aebutius meglátta Mamiliust, nekirontott és mindketten súlyos sebet ejtettek a másikon. A sérült karú Aebutius  elvonult a csatából, míg a mellkasi sebet kapott Mamiliust visszavitték a hátsó sorokba. A latinokhoz menekült római száműzöttek vadul visszanyomták a rómaiakat és a dictator tartalék erőit bevetve kezdte körülzárni őket. A sebesült Mamilius maga állt a maga tartalékainak élére, hogy felmentse szorongatott katonáit. T. Herminius, felismerve az ellenséges parancsnokot, vadul rárontott és egy döféssel megölte; de eközben maga is súlyos sebet kapott. Még trófeaként levette ellenfele testéről a páncélját, aztán társai hátravitték a táborba, ahol sebei kötözése közben meghalt.

## Fordítás
- Ez a szócikk részben vagy egészben  a   Titus Herminius Aquilinus című angol Wikipédia-szócikk ezen változatának fordításán alapul.  Az eredeti cikk szerkesztőit annak laptörténete sorolja fel. Ez a jelzés csupán a megfogalmazás eredetét és a szerzői jogokat jelzi, nem szolgál a cikkben szereplő információk forrásmegjelöléseként.

| Elődei: P. Valerius Publicola III és M. Horatius Pulvillus II | Consul i. e. 506 collega: Spurius Larcius | Utódai: M. Valerius Volusus és P. Postumius Tubertus |